# Pastor-de-tatra
Pastor-de-tatra[a][b] (em polonês/polaco:  Polski Owczarek Podhalański) é uma raça de cão oriunda da Polônia. Parente próximo do kuvasz húngaro e do kuvac esloveno, é um possível descendente de cães montanheses europeus. É usado como protetor de rebanhos, bem como guarda em fábricas e em lares. Alguns de seus exemplares são ainda policiais, guias e até mesmo militares. Sua pelagem, apesar de longa, não requer cuidados especiais. Animal de porte gigante, pode chegar a medir 61 cm na altura da cernelha e pesar 68 kg.